# Premio Bram Stoker
El Premio Bram Stoker (en inglés: Bram Stoker Award) es un reconocimiento de la Asociación de Escritores de Horror; HWA por sus siglas en inglés, a las mejoras en la escrituras de obras de horror ficción. El premio debe su nombre al escritor Bram Stoker, autor de la novela Drácula. Los premios se han entregado anualmente desde 1987 y los ganadores se eligen por votación de los miembros activos de la HWA.
Las categorías que aparecen a continuación se han suspendido:
- Mejor novelette (1987–1997)
- Mejor historia corta (1987–1997)
- Mejor colección (1987–1997)
- Best Other Media (1993, 1998–2000)
- Mejor narrativa ilustrada (1998—2004)
- Mejor trabajo para jóvenes lectores (1998—2004)
- Mejores formas alternativas (2001—2004)

Actualmente el premio se entrega bajo las siguientes categorías:
- Mejor novela (1987—)
- Mejor primera novela (1987—)
- Mejor novela juvenil (2011—)
- Mejor novela gráfica (2011—)
- Mejor relato largo (1998—)
- Mejor relato corto (1998—)
- Mejor colección de ficción (1998—)
- Mejor antología (1998—)
- Mejor no ficción (1987—)
- Mejor Guion (1998—2004, 2011—)
- Mejor colección de Poesía (2000—)
- Reconocimiento a la trayectoria (1987—)

Entre los escritores que han recibido el premio figuran:
- Charles Beaumont, en la categoría de Mejor colección de ficción por Charles Beaumont: Selected Stories en 1988.[3]
- Robert Bloch, en la categoría Reconocimiento a la trayectoria en 1989.[4] En la categoría Mejor no ficción en 1993 por su obra Once Around the Bloch.[5] En 1994 en la categoría de Mejor colección de ficción por The Early Fears, y en la categoría Mejor relato largo por The Scent of Vinegar.[6]
- Ray Bradbury, en la categoría de Mejor colección de ficción por One More for the Road en 2002.[7]
- Clive Barker, en la categoría Mejor novela juvenil de 2004 por su obra Días de magia, noches de guerra; segundo volumen de la Serie Abarat.[8]

- Ramsey Campbell
- Douglas Clegg
- Harlan Ellison
- Neil Gaiman
- Nancy Holder
- Jack Ketchum
- Stephen King
- Dean Koontz
- Thomas Ligotti
- Joe R. Lansdale
- Richard Laymon
- Bentley Little
- Richard Matheson
- Robert McCammon
- David Morrell
- Kim Newman
- Joyce Carol Oates
- Chuck Palahniuk
- J. K. Rowling
- John Shirley
- Dan Simmons
- Peter Straub
- Steve y Melanie Tem
- Joe Hill